# あの空へ〜青のジャンプ〜
あの空へ〜青のジャンプ〜（あのそらへ〜あおのジャンプ〜）は、第76回NHK全国学校音楽コンクール（Nコン・2009年）高等学校の部の課題曲として制作された合唱曲。この年のテーマは「ジャンプ!」。作曲は大島ミチル、作詞は石田衣良。混声四部合唱・女声三部合唱・男声四部合唱の3つがある。
スキャットを取り入れた合唱曲であり、ハンドクラップやフィンガースナップや踊りも良いとされている。しかしここも審査対象となるため、スキャットのやりようによっては減点される場合もある。
作曲を担当した大島は、「今の高校生だからこそ出来る合唱をやって欲しい」という思いから、このスキャット部分を取り入れたと言っている。